# Csaba Kun
Csaba Kun – węgierski szermierz.

## Życiorys
Zdobywca złotego medalu (drużynowo) we florecie na Mistrzostwach Europy w Szermierce w 1991. Uczestniczył w Mistrzostwach Świata w Szermierce w 1993 oraz w Mistrzostwach Świata w Szermierce w 1994 roku, jako reprezentant Węgier.